# Gare de Kovel
Pour les articles homonymes, voir Gare centrale.
La gare de Kovel (en ukrainien : Ковель) est une gare ferroviaire située dans la ville de Kovel, capitale administrative de l'Oblast de Volhynie, en Ukraine.

## Situation ferroviaire
La gare est exploitée par Lviv Railways.

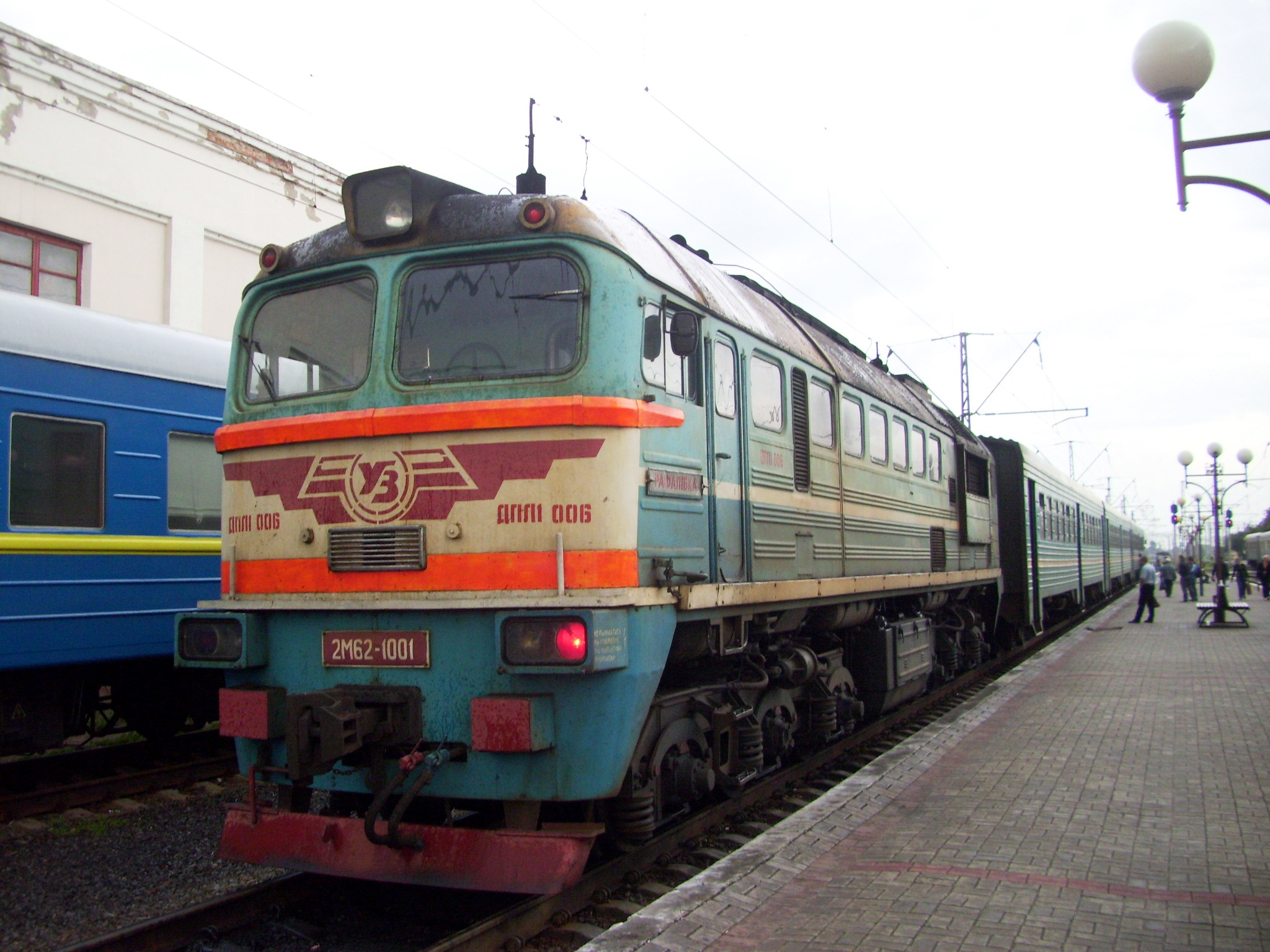
Une 2M62 à quai.

| Gare centrale de Brest (Biélorussie) | gare de Kamin-Kachyrskyï | gare de Sarny     |
|                                      | Kovel                    | gare de Kivertsi  |
| Gare centrale de Chełm               |                          | gare de Volodymyr |

## Histoire

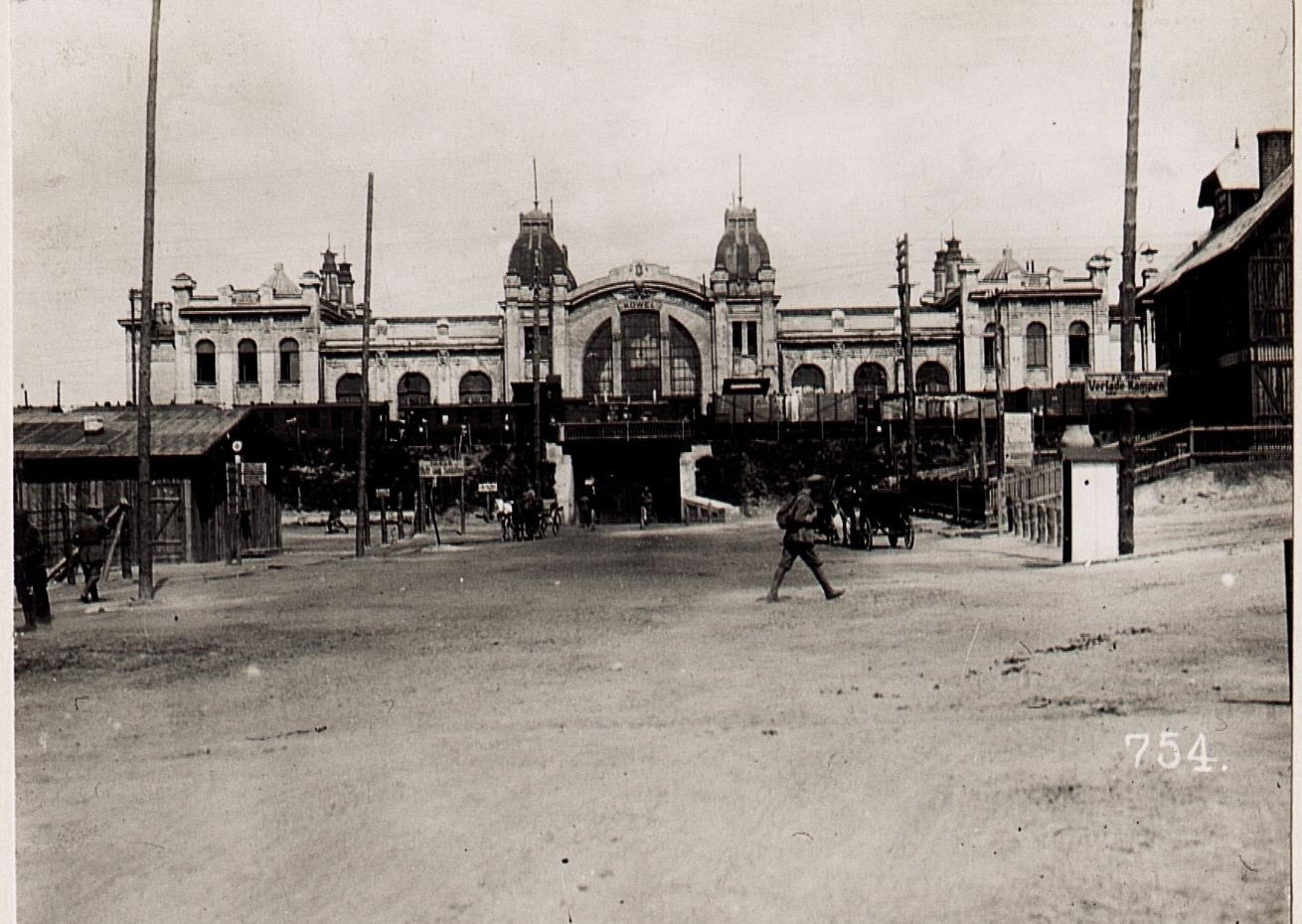
Pendant la première guerre mondiale.

Elle était sur la ligne Kiev Brest-Litovsk de l'Empire Russe construite entre 1870 et 73. La gare fut mise en service en 1873 avec un important dépôt ferroviaire. Ce développement a aussi induit une croissance de la ville. En 1907 une nouvelle gare est l'œuvre de l'architecte Oleksandre Verbystsky. Détruite lors de la seconde guerre mondiale, la gare est relevée en 1950.

## Service des voyageurs

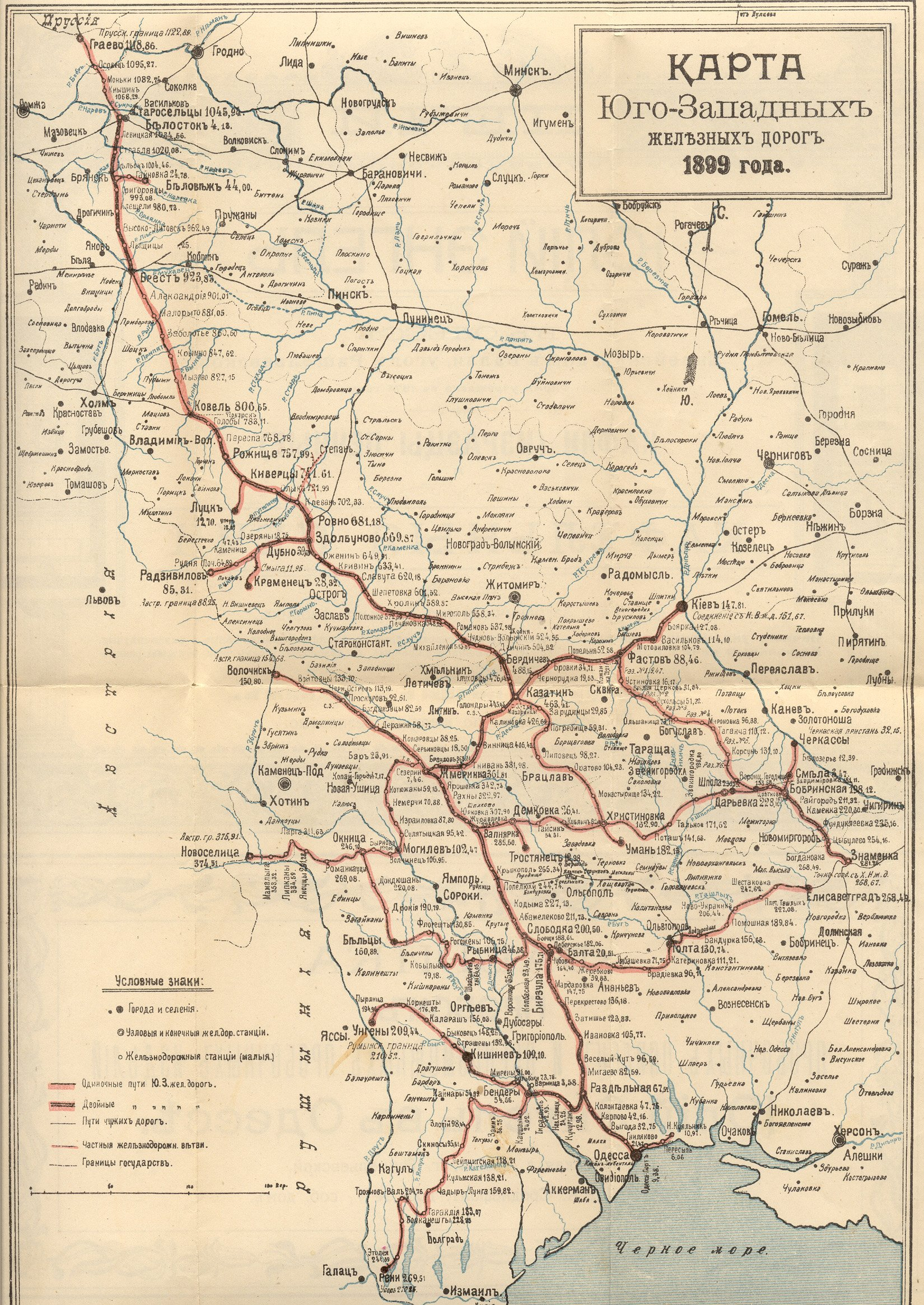
Les lignes de chemin de fer russe en 1899.